# Měkká síla
Měkká síla, měkká moc nebo anglicky soft power je termín, který v politice (a zejména v mezinárodní politice) označuje schopnost spíše být přitažlivý a kooptovat než donucovat (v kontrastu k tvrdé síle). Měkká síla tedy znamená schopnost formovat preference ostatních prostřednictvím sympatie a přitažlivosti. Charakteristickým rysem měkké síly je, že není donucovací; zahrnuje kulturu, politické hodnoty a zahraniční politiku. Termín zavedl Joseph Nye z Harvardovy univerzity. V roce 2012 vysvětlil, že s měkkou mocí „nejlepší propaganda je žádná propaganda“ a dále že během informačního věku je „důvěryhodnost nejvzácnějším zdrojem“.
Nye tento výraz popularizoval ve své knize Bound to Lead: The Changing Nature of American Power z roku 1990. Tam napsal: „Když jedna země přiměje ostatní země, aby chtěly to, co sama chce, lze to nazvat kooptivní neboli měkkou mocí na rozdíl od tvrdé neboli přikazující moci nakázat ostatním, aby dělali, co tato země chce“. Koncept měkké moci Nye dále rozvinul ve své knize Soft Power: The Means to Success in World Politics z roku 2004. Analytici a státníci pak začali tento pojem používat v mezinárodních záležitostech.
Soft Power 30, výroční index zveřejňovaný společnostmi Portland Communications a USC Center on Public Diplomacy, zařadil v roce 2019 na první místo v oblasti měkké síly Francii. Mezi další přední země v této oblasti patří Spojené království, Německo, Švédsko, Spojené státy, Švýcarsko, Kanada, Japonsko, Austrálie, Nizozemsko a Itálie. Report Elcano Global Presence Report hodnotí Evropskou unii jako nejlepší z hlediska měkké síly, když je považována za jeden celek, a USA řadí na první místo mezi suverénními státy.